# シュルギの自賛

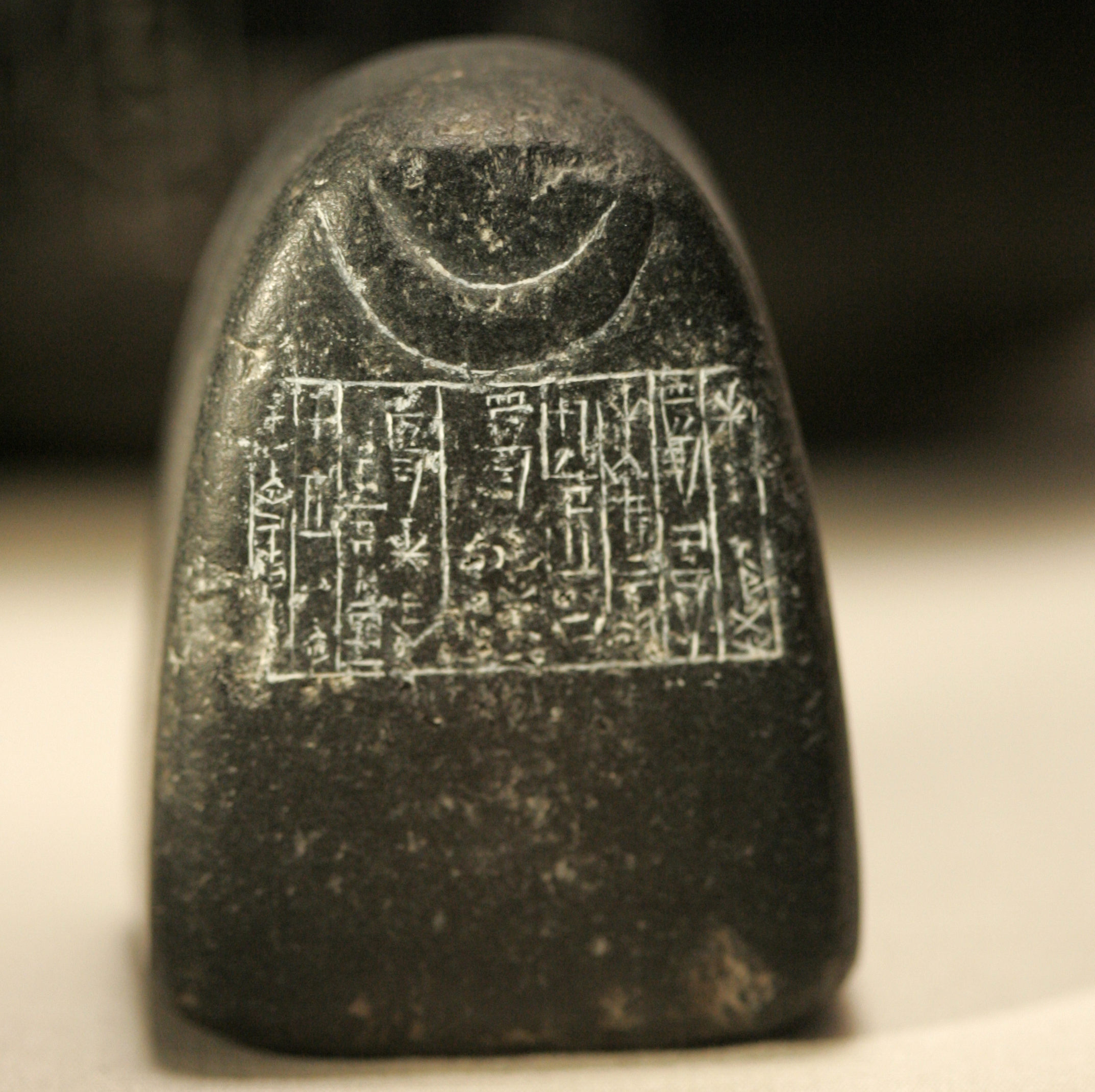
シュルギ王が寄贈したと伝わる三日月の紋入りの1/2ミナの重り（正味重量248グラム）。月神Ur. Dioriteの神殿で用いられたという。紀元前21世紀（Ur III）初頭、ルーブル美術館古代エジプト美術部門収蔵。

『シュルギの自賛（Self-praise of Shulgi, Shulgi D）』は、紀元前2,100-2,000年に粘土板に記されたシュメール神話。
シュルギ王と自然及びシュメールの神々の関係について語られる。

## 概要
この物語はペンシルベニア大学考古学人類学博物館がニップルで発掘した粘土板の解読により世に知られることとなる。この粘土板はバビロン第1王朝に制作されたといい、寸法は7 インチ (18 cm) x 5.4 インチ (14 cm) x 最厚部：1.6 インチ (4.1 cm) 。

## 英語版の編纂
1918年、ジョージ・アーロン・バートン著『Miscellaneous Babylonian Inscriptions』で第3編「ドゥンギ（シュルギ）への聖歌（"Hymn to Dungi"）」として出版された。
1981年に発表されたジャコブ・クラインの編修では前述のCBS 11065 に加え、他の粘土板同8289（ペンシルベニア大学収蔵）と同4571（イスタンブール考古学博物館群収蔵）および同5379（ルーブル博物館収蔵）などの翻訳がまとめられている。